# Ptychodes guttulatus
Ptychodes guttulatus är en skalbaggsart som beskrevs av Dillon 1941. Ptychodes guttulatus ingår i släktet Ptychodes och familjen långhorningar. Inga underarter finns listade i Catalogue of Life.